# Dan Tsalka
Dan Tsalka —en hebreo: דן צלקה‎, Varsovia, 19 de marzo de 1936 - Tel Aviv, 15 de junio de 2005) fue un escritor, traductor y editor israelí adscrito a los géneros de la ciencia ficción y fantasía.

## Biografía
Durante la Segunda Guerra Mundial su familia huyó a la Unión Soviética, donde residieron en Siberia y Kazajistán. Tras el fin de la guerra, y cuando tenía diez años, regresó con su familia a Polonia, a la ciudad de Wroclaw. Cursó los estudios de universitarios de humanidades; mientras realizada estos estudios, practicó boxeo, una actividad que apareció más tarde en su novela Gloves.
En 1957 emigró a Israel en el Aliyá Gomulka, cambiando su nombre desde Mietek a Dan, que su hermana había sugerido durante su estancia en un campo de concentración (maabara) en Yavne. Después de estudiar hebreo en Hazor kibbutz, se enlistó en las Fuerzas de Defensa de Israel y sirvió en los cuerpos blindados. Tras su desmovilización, estudió filosofía, historia y literatura francesa en la Universidad de Tel Aviv,  para proseguir sus estudios en Francia.
En 1967 publicó su primera novela titulada  Dr. Barkel, mientras que fue el editor de Masa, un suplemento literario del diario Lemerkhav, donde participó también como traductor.

## Galardones
Tsalka ha sido acreedor de diversos premios literarios, entre los que se pueden indicar: 
- Premio Brenner 1976.
- Premio Hayetzira 1972, 1991 y 1997.
- Premio Alterman 1992 por la novela A Thousand Hearts.
- Premio ACUM 1994 por Clouds y Loose Pages Bound
- Premio ACUM 2000 a los logros de toda una vida.
- Sapir Prize 2004 por Tsalka's ABC.[8]

## Obras selectas
- Dr. Barkel (1967).
- Philip Arbes (1977).
- The Third Voyage of the Aldebaran (1979).
- Gloves (1982).
- A Thousand Hearts (1991).
- On the Road to Aleppo: A Book of Stories (1999).
- The War Between the Children of the Earth and the Children of the Pit(1993).
- Clouds [Ananim] (1994).
- Loose Pages Bound (1993), ensayo.
- Morocco: Travel Notes (2001).
- Under the Sign of the Lotus (2002).
- Tsalka's ABC (2003), autobiografía.